# Dziennik Bridget Jones (film)
Dziennik Bridget Jones – brytyjski film fabularny (komedia romantyczna) w reżyserii Sharon Maguire z 2001; oparty na powieści Helen Fielding o tym samym tytule. Film doczekał się trzech kontynuacji – Bridget Jones: W pogoni za rozumem (2004), Bridget Jones 3 (2016) i Bridget Jones: Szalejąc za facetem (2025).
Zdjęcia do pierwszej części filmu rozpoczęto 16 maja 2000 roku.

## Fabuła
Bridget Jones (Renée Zellweger) ma 32 lata i mieszka w Londynie. Jej życie uczuciowe jest pasmem porażek. Pociesza się nadużywaniem alkoholu, paleniem papierosów oraz jedzeniem. Wraz z rozpoczęciem nowego roku postanawia prowadzić dziennik, w którym będzie zapisywać wszystkie istotne zdarzenia. Zaliczają się do nich relacje z mężczyznami (zamierza zadawać się tylko z porządnymi) i walka z nadwagą. Ale wbrew swoim postanowieniom zaczyna romans ze swoim szefem, niepoprawnym kobieciarzem, Danielem Cleaverem (Hugh Grant). Tymczasem matka Bridget chce ją zeswatać z nudnym prawnikiem Markiem Darcy (Colin Firth), który po bliższym poznaniu okazuje się interesującym mężczyzną. Bridget nie wie, któremu z nich ostatecznie oddać swoje serce.

## Obsada
- Renée Zellweger jako Bridget Jones
- Colin Firth jako Mark Darcy
- Hugh Grant jako Daniel Cleaver
- Gemma Jones jako Pamela Jones, matka Bridget
- Jim Broadbent jako Colin Jones, ojciec Bridget
- Embeth Davidtz jako Natasza
- Sally Phillips jako Shazzer
- Shirley Henderson jako Jude
- James Callis jako Tom
- Felicity Montagu jako Perpetua
- Celia Imrie jako Una Alconbury
- James Faulkner jako Geoffrey Alconbury
- Neil Pearson jako Richard Finch
- Patrick Barlow jako Julian, kochanek Pameli

## Nagrody
- Renée Zellweger: (nominacja) Oscar najlepsza aktorka 2002
- Renée Zellweger: (nominacja) Złoty Glob najlepsza aktorka w musicalu lub komedii 2002
- Renée Zellweger: (nominacja) BAFTA najlepsza aktorka 2002
- Renée Zellweger: (nominacja) MTV Movie Awards 2002
- Colin Firth: (nominacja) BAFTA najlepszy aktor drugoplanowy 2002
- Sharon Maguire: (nominacja) Czeski Lew najlepszy film obcojęzyczny 2002
- Sharon Maguire: (nominacja) Amanda najlepszy film zagraniczny 2002
- Helen Fielding: (nominacja) BAFTA najlepszy scenariusz - adaptacja 2002
- Richard Curtis: (nominacja) BAFTA najlepszy scenariusz - adaptacja 2002
- Andrew Davies: (nominacja) BAFTA najlepszy scenariusz - adaptacja 2002
- (nominacja) Złoty Glob najlepszy film 2002
- (nominacja) Grammy najlepsza muzyka 2002